# Бенитес, Маурисио (футболист)
Маурисио Леонель Бенитес (исп. Mauricio Leonel Benítez; род. 3 февраля 2004, Флоренсио-Варела, Буэнос-Айрес) — аргентинский футболист, атакующий полузащитник клуба «Бока Хуниорс», выступающий на правах аренды за клуб «Антверпен».

## Клубная карьера
Бенитес — воспитанник клуба «Бока Хуниорс». В 2022 году игрок был включён в заявку команды на сезон. 1 февраля 2024 года в матче против «Атлетико Сармьенто» он дебютировал в аргентинской Примере.